# Jewgienija Biczugowa
Jewgienija Biczugowa (ros Евгения Бичугова, ur. 1958) – rosyjska biegaczka narciarska, od 2010 roku reprezentująca Włochy.

## Kariera
Największe sukcesy w karierze Jewgienija Biczugowa osiągała w cyklu FIS Marathon Cup. W sezonach 2000/2001 i 2002/2003 zajmowała dziewiąte miejsce w klasyfikacji generalnej. Łącznie dwukrotnie stawała na podium tych zawodów: w 2001 roku była trzecia, dwa lata później druga we włoskim maratonie Marcialonga. Ten sam maraton wygrała w 1995 roku, jednak nie odbywał się on wówczas w ramach FIS Marathon Cup. Poza tym startowała głównie w zawodach FIS Race. Jedyne punkty Pucharu Świata zdobyła 25 stycznia 2004 roku, kiedy zajęła osiemnaste miejsce w maratonie Marcialonga, który wyjątkowo stanowił wtedy część kalendarza PŚ. W klasyfikacji generalnej sezonu 2003/2004 zajęła ostatecznie 78. pozycję. Nigdy nie startowała na igrzyskach olimpijskich ani mistrzostwach świata.

## Osiągnięcia

### Puchar Świata

#### Miejsca w klasyfikacji generalnej
- sezon 2003/2004: 78.

### FIS Marathon Cup

#### Miejsca w klasyfikacji generalnej
- sezon 2000/2001: 9.
- sezon 2001/2002: 19.
- sezon 2002/2003: 9.

#### Miejsca na podium
| Nr | Dzień       | Rok  | Zawody      | Dystans                 | Czas biegu  | Strata      | Pozycja | Zwyciężczyni     |
| -- | ----------- | ---- | ----------- | ----------------------- | ----------- | ----------- | ------- | ---------------- |
| 1. | 28 stycznia | 2001 | Marcialonga | 70 km stylem klasycznym | 3:01:55 h   | +6:00 min   | 3.      | Irina Składniewa |
| 2. | 26 stycznia | 2003 | Marcialonga | 70 km stylem klasycznym | 2:47:11,0 h | +7:52,0 min | 2.      | Lara Peyrot      |